# دانشگاه فنی و حرفه‌ای
دانشگاه فنی-حرفه‌ای (به انگلیسی: Vocational/Polytechnic University) یا دانشگاه علوم کاربردی (به انگلیسی: University of Applied Sciences) که با نام‌های دانشگاه پلی‌تکنیک، دانشگاه فنی، دانشگاه حرفه‌ای یا دانشگاه علمی کاربردی نیز شناخته می‌شود، گونه‌ای دانشگاه در نظام آموزش عالی کشورهاست که مدرک عالیه اعطا می‌کند.

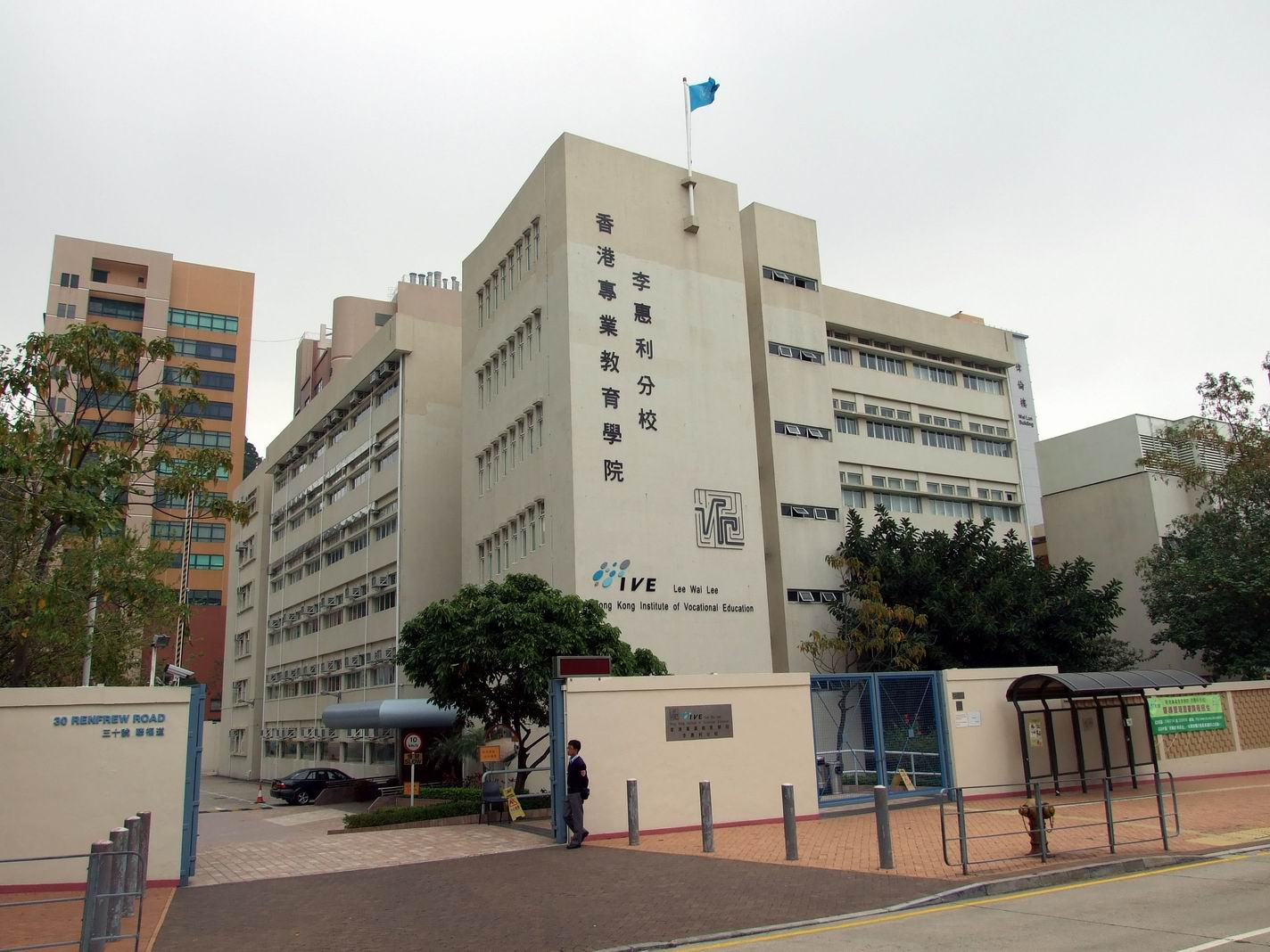
دانشگاه فنی آی وی ای هنگ کنک

## ایران

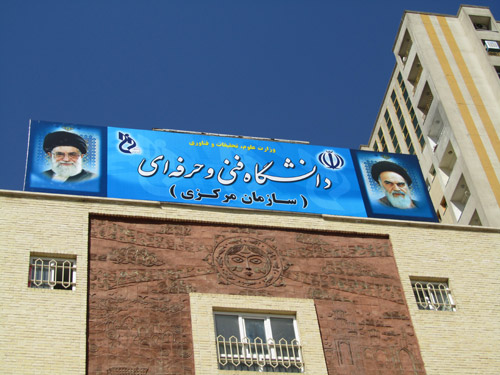
سازمان مرکزی دانشگاه ملی مهارت (ایران)

در ایران نیز، مرکزی به‌نام دانشگاه ملی مهارت به همین روش عمل می‌کند که شمار بسیاری از آموزشکده‌ها و دانشکده‌های فنی و حرفه‌ای را زیرپوشش قرار می‌دهد. دانش‌آموختگان هنرستان‌های فنی و حرفه‌ای و نیز کاردانش در این مراکز به تحصیل مشغول می‌شوند. تا سال ۱۳۹۰ نام دانشگاه فنی و حرفه‌ای در ایران، مجتمع آموزش عالی پیامبراعظم و زیرنظر وزارتخانه آموزش و پرورش بود که در همان سال با کلیه امکانات، توسط مجلس شورای اسلامی طبق ماده ۲۳ قانون برنامه پنجم توسعه به وزارت علوم واگذار و نامش به دانشگاه فنی و حرفه‌ای تغییر یافت. در سال ۱۴۰۳ نام دانشگاه فنی و حرفه ای به دانشگاه ملی مهارت تغییر یافت. رئیس کنونی این دانشگاه دکتر عرفان خسرویان است.

## چین
چین بزرگترین سیستم آموزش عالی فنی حرفه ای دنیا را دارد.

## آلمان

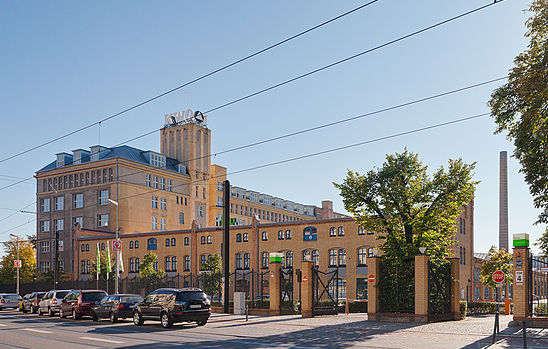
دانشگاه فنی و حرفه‌ای برلین

در آلمان ، درحدود ۲۱۶ دانشگاه فنی و حرفه‌ای وجود دارد که در سال ۲۰۱۸ بیشتر یک میلیون نفر و حدود دویست هزار دانشجوی خارجی ، در این دانشگاه‌ها تحصیل می‌کردند.